# 拝啓 色川先生
『拝啓 色川先生』（はいけい いろかわせんせい）は、2014年3月2日22:00 - 22:59 (JST) にNHK BSプレミアム『プレミアムドラマ』枠で放送されていた日本の連続テレビドラマ。

## キャスト
- 色川武大 - 國村隼
- 伊集院静 - 村上淳
- 編集者 - 小宮孝泰
- 競輪場の男 - モロ師岡
- 旅館の女将 - 大島蓉子
- 旅館の主人 - 諏訪太朗
- インタビュー出演 - 伊集院静

## スタッフ
- 資料提供 - 伊集院静「いねむり先生」
- 脚本・演出 - 上野潤也
- プロデューサー - 田川友紀
- 製作統括 - 松居径、山田治宗、川崎直子
- 制作 - NHKエンタープライズ
- 制作・著作 - NHK、テレコムスタッフ